# 에잇디 엔터테인먼트의 음반
이 문서는 에잇디 엔터테인먼트에서 발매한 음반 목록이다.

## 2018년 ~ 2024년
- 2018년 5월 20일 강혜원 - [Digitgl Single] 내꺼야 (PICK ME)
- 2018년 8월 18일 강혜원 - PRODUCE 48 - 30 Girls 6 Concepts
- 2018년 8월 26일 고성민 - [Digital Single] 내가 모르게 (Prod. by 용준형, 김태주)
- 2018년 9월 1일 강혜원 - PRODUCE 48 - FINAL
- 2019년 5월 28일 온리원오브 - Dot Point Jump
- 2019년 9월 17일 강예슬 - [Digital Single] 퐁당퐁당
- 2019년 10월 30일 온리원오브 - Line Sun Goodness
- 2020년 5월 21일 온리원오브 - Produced By [ ] Part.1
- 2021년 4월 8일 온리원오브 - Instinct Part.1
- 2021년 7월 15일 온리원오브 - [Digital Single] Produced by [myself]
- 2021년 9월 10일 온리원오브 - [Digital Single] unknown ballad 2.3
- 2021년 12월 23일 온리원오브 - [Digital Single] WarmWinterWishes
- 2022년 1월 14일 온리원오브 - Instinct Part.2
- 2022년 2월 7일 최하트 - [Digital Single] Elastic Love
- 2022년 6월 9일 강혜원 - [Digital Single] Like a Diamond
- 2022년 6월 27일 유정 - [Digital Single] undergrOund idOl #1
- 2022년 7월 26일 규빈 - [Digital Single] undergrOund idOl #2
- 2022년 8월 20일 최하트 - [Digital Single] Million
- 2022년 8월 25일 준지 - [Digital Single] undergrOund idOl #3
- 2022년 10월 26일 리에 - [Digital Single] undergrOund idOl #4
- 2022년 11월 28일 Mill - [Digital Single] undergrOund idOl #5
- 2023년 1월 4일 나인 - [Digital Single] undergrOund idOl #6
- 2023년 3월 2일 온리원오브 - seOul cOllectiOn
- 2023년 10월 20일 온리원오브 - 범프 업 비즈니스 OST Part.1
- 2023년 10월 27일 온리원오브 - 범프 업 비즈니스 OST Part.2
- 2024년 1월 10일 온리원오브 - Things I Can't Say LOve

## 2025년 ~ 2029년
- 2025년 2월 5일 온리원오브· - [Digital Single] Stay